# Beana opala
Beana opala är en fjärilsart som beskrevs av Arnold Pagenstecher 1900. Beana opala ingår i släktet Beana och familjen trågspinnare. Inga underarter finns listade i Catalogue of Life.